# تپه کلاره مهرابی ۲
تپه کلاره مهرابی ۲ مربوط به مس و سنگ است و در شهرستان سرپل ذهاب، بخش مرکزی، دهستان دشت ذهاب، ۷۰ متری غرب روستای کلاره مهرابی واقع شده و این اثر در تاریخ ۱۸ اسفند ۱۳۸۷ با شمارهٔ ثبت ۲۴۸۱۳ به‌عنوان یکی از آثار ملی ایران به ثبت رسیده است.